# John J. De Haven

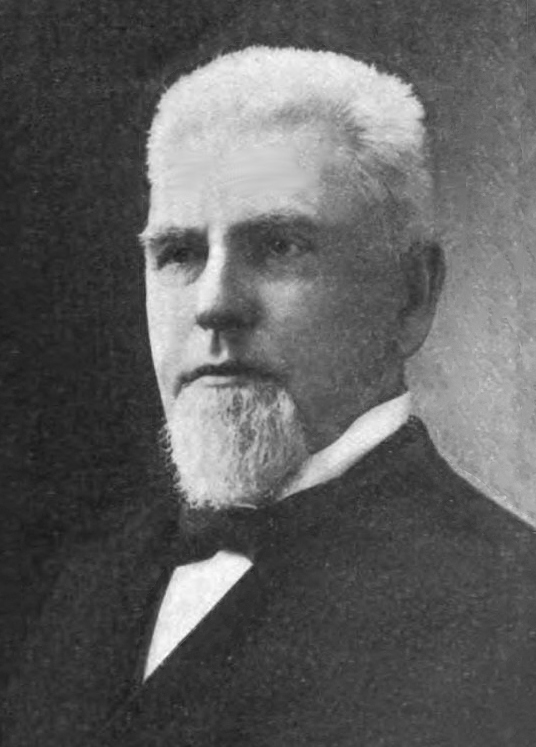
John J. De Haven

John Jefferson De Haven (* 12. März 1845 in Saint Joseph, Missouri; † 26. Januar 1913 in Yountville, Kalifornien) war ein US-amerikanischer Jurist und Politiker. In den Jahren 1889 und 1890 vertrat er den Bundesstaat Kalifornien im US-Repräsentantenhaus; später wurde er Bundesrichter am Bundesbezirksgericht für den nördlichen Distrikt von Kalifornien.

## Werdegang
Im Jahr 1853 zog John De Haven mit seinen Eltern in das Humboldt County in Kalifornien. Er besuchte die öffentlichen Schulen seiner neuen Heimat und absolvierte danach eine Lehre im Druckerhandwerk. In diesem Beruf hat er auch vier Jahre lang gearbeitet. Nach einem anschließenden Jurastudium und seiner 1866 erfolgten Zulassung als Rechtsanwalt begann er in  Eureka als Jurist zu praktizieren. Im Jahr 1867 wurde er Bezirksstaatsanwalt im Humboldt County. Gleichzeitig schlug er als Mitglied der Republikanischen Partei eine politische Laufbahn ein. 1869 wurde De Haven in die California State Assembly gewählt; von 1871 bis 1875 gehörte er dem Staatssenat an. Zwischen 1878 und 1880 war er Anwalt der Stadt Eureka. Im Jahr 1882 kandidierte er noch erfolglos für den Kongress. Stattdessen wurde er im Jahr 1884 Richter am Superior Court im Humboldt County.
Bei den Kongresswahlen des Jahres 1888 wurde De Haven im ersten Wahlbezirk von Kalifornien in das US-Repräsentantenhaus in Washington, D.C. gewählt, wo er am 4. März 1889 die Nachfolge von Thomas Larkin Thompson antrat. Dieses Mandat konnte er bis zu seinem Rücktritt am 1. Oktober 1890 ausüben. Sein Rücktritt erfolgte nach seiner Ernennung zum Richter am Supreme Court of California. Seit 1897 war er als Nachfolger von William W. Morrow Richter am United States District Court for the Northern District of California. John De Haven starb am 26. Januar 1913 in Yountville und wurde in San Francisco beigesetzt. Sein Richtersitz fiel an Maurice Timothy Dooling.